# Три судьбы
Три судьбы — девятнадцатый альбом российской рок-группы «Пикник», выпущенный 10 октября 2011 года. Релиз является первым в истории группы, в котором исполнены неоригинальные произведения. Материал альбома составили русские народные песни, песни гражданской войны, композиции русских и советских авторов

## Список композиций
| №   | Название                                                    | Текст песни            | Музыка                           | Длительность |
| --- | ----------------------------------------------------------- | ---------------------- | -------------------------------- | ------------ |
| 1.  | «Ой, мороз-мороз…»                                          | русская народная песня | русская народная песня           | 3:47         |
| 2.  | «Полюшко-поле»                                              | Виктор Гусев           | Лев Книппер                      | 4:37         |
| 3.  | «Чёрный ворон»                                              | Николай Верёвкин       | русская народная песня           | 4:05         |
| 4.  | «Романс «Сомнение»»                                         | Нестор Кукольник       | Михаил Глинка                    | 6:01         |
| 5.  | «Полюшко-поле» (Героическая версия)                         | Виктор Гусев           | Лев Книппер                      | 3:43         |
| 6.  | «Любо, братцы, любо»                                        | русская народная песня | русская народная песня           | 4:01         |
| 7.  | «По долинам и по взгорьям»                                  | Пётр Парфёнов          | И. С. Артуров, А. В. Александров | 4:01         |
| 8.  | «Песня о любви (На тот большак…)» (инструментальная версия) |                        | Марк Фрадкин                     | 4:20         |
| 9.  | «Ой, да не вечер…»                                          | русская народная песня | русская народная песня           | 4:33         |
| 10. | «Течёт река Волга» (инструментальная версия)                |                        | Марк Фрадкин                     | 5:54         |
| 11. | «Романс «Сомнение»» (инструментальная версия)               |                        | Михаил Глинка                    | 3:24         |

## Участники записи
- Эдмунд Шклярский — вокал, гитары
- Леонид Кирнос — ударные
- Марат Корчемный — бас-гитара, бэк-вокал
- Станислав Шклярский — синтезатор